# Cabby
Cabby Caravan AB var en husvagnstillverkare med fabrik i Kristinehamn. Företaget grundades den 1 juli 1964 av Tore Nilsson och gick i konkurs i den 8 januari 2016. 1965 presenterades första serietillverkade modellen. Modellen var konstruerad med en självbärande kaross av polyuretan, en föregångare till den metod som var grunden i Cabbys husvagnar.
Fabriken i Kristinehamn invigdes 1968. Företaget har i olika omgångar varit utlandsägt. Senast 2001, då det köptes av den nederländska husvagns- och husbilstillverkaren Tirus Group BV.
Sedan 2008 var Cabby åter i svensk ägo genom det Karlstadsbaserade företaget Outback Capital management.